# Batman: Under the Red Hood
Batman: Under the Red Hood (bra: Batman Contra o Capuz Vermelho) é um filme de animação estadunidense de 2010, lançado diretamente em vídeo, dirigido por Brandon Vietti baseado nas histórias em quadrinhos do Batman.

## Sinopse
O Capuz Vermelho toma Gotham City de assalto, e Batman decide enfrentá-lo, pois ele não hesita em matar quem aparece no caminho. O conflito se acirra quando o Coringa resolve tomar partido da situação.

## Elenco original
| Ator (voz)          | Personagem                   |
| ------------------- | ---------------------------- |
| Bruce Greenwood     | Bruce Wayne / Batman         |
| Jensen Ackles       | Jason Todd/ Capuz Vermelho   |
| John DiMaggio       | Coringa                      |
| Neil Patrick Harris | Dick Grayson / Asa Noturna   |
| Jason Isaacs        | Ra's al Ghul                 |
| Wade Williams       | Roman Sionis / Máscara Negra |
| Gary Cole           | Comissário Gordon            |
| Jim Piddock         | Alfred Pennyworth            |
| Bruce Timm          | Edward Nygma / Charada       |